# 아동 낙오 방지법
아동 낙오 방지법(兒童落伍防止法 , 영어: No Child Left Behind, NCLB)은 미국의 법률로서, 일반교육과정에서 낙오하는 학생이 없도록 미국의 각 주가 성취도 평가의 기준을 정하고, 이를 충족하지 못한 학교, 교사는 제재를 받도록 하는 법이다.

## 배경
1990년대, 미국의 연방정부와 주정부 당국들은 일반교육과정의 중퇴자와 학생들의 현저히 감소된 학업성취도에 대해 염려하였다. 이에 따라 2001년, 교육 혁신을 선언하면서 들어선 부시 행정부는 1965년 제정된 초⋅중등 교육법(ESEA: Elementary and Secondary Education Act)의 개정을 단행하였다. 초⋅중등 교육법(ESEA)의 한 부분으로 시작되었던 NCLB Title 1사업은 여당인 공화당의 전폭적인 지지받으면서 이듬해인 2002년 국회에서 통과되어 아동 낙오 방지법안(NCLB; P.L. 107-110)이 되었다. 아동 낙오 방지법은 2002년 1월 8일 오하이오주의 해밀턴 고등학교 체육관에서 조지 W. 부시 대통령이 이 법안에 대해 공식적으로 서명함으로써 유치원에서 고등학교까지 이르는 미국의 공교육에 대한 연방 교육법이 되었다.

## 핵심 내용
- 2006년까지 3학년에서 8학년까지 모든 학생들과 고등학생들을 대상으로 읽기와 수학시험을 1회 실시, 2008년까지는 모든 학생들(초등 ~ 고등)을 대상으로 최소 1회 과학 시험을 실시해야한다[4]

- 시험 결과, 인종․경제력․특수교육․영어 능숙도 등 여러 기준에 따른 하위그룹이 “연간 적정 향상도(AYP: Adequate Yearly Progress)”를 달성하지 못하면 해당 학교는 연방정부의 재정지원 삭감 등과 같은 제재를 받게 된다. 연방정부의 재정지원을 받지 못하면, 학교는 교사나 직원 수를 줄이고 학급 규모를 늘려야 하며, 학생들과 교사들에게 종이나 교과서, 계산기와 같은 물적 자원의 사용을 자제하도록 요구된다.[4]

- 3년 연속 연간적성 향상도를 달성하지 못하는 학교에서 모든 교사는 해고될 수 있으며 학교는 주나 사기업의 통제 하에서 재조직하게 된다.[4]

- 아동 낙오 방지법하에서 하위그룹의 모든 학생들은 1990년까지 40% 능숙도를 달성해야 하며 그렇지 않을 경우 역시 제재를 받게 된다.[4]

아동 낙오 방지법의 주요 목적은 각 주가 지정한 성취기준을 만족시켜야 하는 모든 학생들을 보호하기 위함이다. 이 법은 영어가 모국어가 아닌 학생과 장애를 가진 학생들을 포함한 모든 학생들이 주 정부 평가 법에 따라 평가받을 것을 요구한다. 이 법은 모든 학생들에게 3단계까지의 읽기 능력을 숙달해야 하며 영어가 모국어가 아닌 학생들은 영어에 능숙해질 것을 요구한다. 또한 모든 학생들은 능력 수준이 높은 교사에게 교육 받을 것이며, 그 결과 중도 탈락자 없이 모두 고등학교를 졸업할 것을 요구한다.

## 특수교육 반박
그것은 오로지 경험즉 자신의 생각 또는 일반화의 오류로 이루어진 자신생각이자 관점이다. 장애아동중 몇명은 일반교육과정을 따라가는 사례도 있다.
따라서 아래글들은 볼때 주의하기 바란다.

## 특수교육에서 바라보는 문제점
학교와 교사들은 각 주가 지정한 성취기준을 만족시켜야 하기 때문에 평가가 매우 중요시해지고 그에 따라 목표달성을 위한 교육을 강조하게 된다. 그에 따라 발생하는 문제는 다음과 같다.
- 성취도를 중요시하기 때문에 성취도가 낮고, 또한 성취도에 한계가 있는 장애아동들을 위한 교육적 서비스를 제공하는 데 소홀해진다.
- 장애아동 역시 일반교육과정에 의한 성취도평가를 치르기 때문에 성취도 평가에서 대부분 낮은 점수를 기록하게 되는 장애아동은 평가 과정에서 제외되기 쉽다.
- 위의 두 번째 문제를 해결하기 위해 새로운 평가방식을 도입되거나 또는 수정된 평가 항목을 사용해야 하는 문제가 발생한다. 또한 일괄적 평가가 아니라 수정된 평가항목을 사용한다면 어느 수준까지 수정을 해야 하는지에 관한 문제가 있다.
- 아동 낙오 방지법 하에서 하위그룹의 모든 학생들은 2014년까지 100% 능숙도를 달성해야하며 그렇지 않을 경우 역시 제재를 받게 된다. 하지만 지적능력에 문제가 있는 장애아동의 경우, 일반교육과정을 따라가는 데 한계가 있으며 여기에 따라가지 못하는 대다수의 장애아동들이 지속적으로 연간적성 향상도에 통과하지 못하게 되고 계속적으로 제재를 받게 된다. 즉 아동 낙오 방지법은 일반아동과 동일한 성취 목표를 달성하기 어려운 장애아동에게 그 목표를 달성하라고 요구하는 문제점을 지니고 있다.

문제점을 요약해 보면 교육적 진보는 어떻게 평가되어야 하는지, 장애아동이 학교와 교사의 관심에서 제외될 수 있다는 문제점과 평가를 시행할 시 장애아동을 위한 평가항목의 특별한 조정이 필요한지, 수정은 어느 선까지 이루어져야 하는지, 성취목표가 장애에 상관없이 모든 학생들에게 적용될 수 있는 것인지 등에 대한 여러 가지 문제점들이 존재한다.